# Кемпе, Карл
Юхан Карл Кемпе (швед. Johan Carl Kempe; 8 декабря 1884 – 8 июля 1967) ― шведский промышленник, владелец компании «Му о Думшё АБ» (Mo och Domsjö AB; позднее ― Holmen), одного из крупнейших предприятий в сфере целлюлозно-бумажной промышленности Швеции. Также принимал участие в работе ряда других компаний семьи Кемпе. Был серебряным призером по теннису на летних Олимпийских играх 1912 года в Стокгольме.
Карл Кемпе родился в Стокгольме в семье промышленника Франса Кемпе. Окончил среднюю школу также в Стокгольме, затем, в 1903-1905 годах, учился в Уппсальском университете, а в 1906 году начал работать на «Му о Думшё АБ». Сменил отца на посту генерального директора «Му о Думшё АБ» в 1917 году. Компания, которую он принял от своего отца, изначально сохраняла многие черты традиционных технологий заготовки лесоматериалов, но благодаря усилиям Карла Кемпе, который уделял большое внимания инвестициям в исследования и разработки, она превратилась в современное предприятие химической промышленности.
Кемпе сам утверждал, что он проводил время в университете в основном за игрой в теннис и карты, а также беря уроки танцев. Благодаря первому из этих увлечений он смог на летних Олимпийских играх 1912 года в Стокгольме выиграть серебряную медаль в мужской зальном парном зачёте (совместно с Гуннаром Сеттервалем).